# جعفرآباد (آسفیج)
جعفرآباد (بافق)، روستایی از توابع بخش بهاباد شهرستان بافق در استان یزد ایران است.

## جمعیت
این روستا در دهستان اسفیج قرار دارد و براساس سرشماری مرکز آمار ایران در سال ۱۳۸۵، جمعیت آن زیر سه خانوار بوده‌است.